# 美国东方航空537号班机空难
东方航空537号班机（注册号：N88727）是一架道格拉斯DC-4型飞机，于1949年11月1日从美国马萨诸塞州波士顿飞往华盛顿特区，途中经停多个地点。同日，注册号为NX-26927的一架洛克希德P-38闪电式战斗机正由隶属于玻利维亚空军的埃里克·里奥斯·布里杜克斯（Erick Rios Bridoux）进行政府验收试飞。两架飞机在华盛顿国家机场3号跑道的跑道入口西南约半英里处，于300英尺（约91米）高度发生空中相撞。事故导致DC-4上的55人全部遇难，而P-38的飞行员则重伤幸存。这是当时美国历史上最严重的一次客机空难。
当天在国家机场值班的塔台管制员作证称，P-38战斗机从3号跑道起飞后，在五角大楼北侧左转，随后在阿灵顿上空盘旋，因发动机故障请求返航降落。塔台批准该飞机进入左侧起落航段，但P-38却飞至机场南侧，并进入了一条较长的直线进近航段，同时537号航班正在转入一条较短的最终进近航段。
塔台随后呼叫537号航班，指示其左转避让。尽管537号航班开始了转向，但此时P-38因飞行速度远高于正在进近的DC-4，最终在3号跑道入口西南约半英里处与其相撞。

DC-4客机被P-38左侧螺旋桨从机翼后缘前方位置斩成两截。DC-4的后半部分坠落在波托马克河西岸，其他部分散落在弗吉尼亚州亚历山德里亚市，包括里士满-弗雷德里克斯堡-波托马克铁路的波托马克货场以及货场附近的一条公路上。机身前部与P-38战斗机则坠入波托马克河中。
在东方航空一架客机与玻利维亚战斗机相撞数小时后，搜救工作在泛光灯的照耀下仍在继续，寻找尚未被找到的九位乘客遗体。
失去一名成员的国会议员们深感震惊（遇难者包括共和党议员乔治·J·贝茨），并承诺将进行全面的航空安全调查。民航局宣布将在几天内启动调查听证会。同时，航空公司也计划开展自主调查。这场灾难发生在中午前不久，当时这架大型DC-4运输机正以约300英尺的高度进入国家机场的着陆程序。
与此同时，一架P-38战斗机加入了航线，要求降落指令。这架双引擎战斗机由玻利维亚最优秀的飞行员埃里克·里奥斯·布里杜驾驶，他正测试玻利维亚政府从美国购买的飞机。距离半英里之外的机场塔台操作员目睹了P-38战斗机逼近运输机，并通过无线电对这位28岁的玻利维亚飞行员发出警告，但P-38依然继续前进。随后，塔台急切地向运输机发出信号。DC-4机长试图转向以避开航线，但为时已晚。战斗机从侧上方撞上了运输机，导致客机断成两截。遗体和残骸散落在波托马克河及其河岸上。

——摘自1949年11月2日《先驱报》，圣约瑟夫，密歇根州。
在布里杜克斯失去意识之际，空军军士莫里斯·J·弗劳纳克（Morris J. Flounlacker）从波托马克河中救出了虚弱挣扎的他。被送往亚历山大医院后，医生发现他背部骨折、肋骨粉碎性骨折，并伴有严重的挫伤。
布里杜克斯在与民航局（CAB）调查员交谈时，对塔台控制员的许多证词提出了异议。他声称自己从36号跑道起飞，并与塔台持续保持联系，明确获得了降落3号跑道的许可，呼号为“Bolivian 927”。然而，塔台人员和一位在博林空军基地监听频率的军事控制员的证词（以及P-38飞行员供述中的其他矛盾之处）使CAB排除了布里杜克斯的说法。由于布里杜克斯熟练掌握英语，调查认为语言障碍与此次事故无关。
CAB认定此次事故的主要可能原因是P-38飞行员在没有适当许可的情况下决定降落，并未能正常保持警惕性以观察潜在的冲突航班。CAB还指出塔台控制员未能尽早通知537航班飞行员潜在的关键交通状况，但报告同时提到，即使537航班提早得知P-38的位置，由于布里杜的行动导致537航班只有几秒钟的转向时间，事故可能仍无法避免。
537航班的遇难者包含国会议员乔治·J·贝茨（George J. Bates）、《纽约客》漫画家海伦·E·霍金森（Helen E. Hokinson），及前国会议员迈克尔·J·肯尼迪（Michael J. Kennedy）。